# Dezaemon
 (mai 2017).
Si vous disposez d'ouvrages ou d'articles de référence ou si vous connaissez des sites web de qualité traitant du thème abordé ici, merci de compléter l'article en donnant les références utiles à sa vérifiabilité et en les liant à la section « Notes et références ».
Dezaemon est une série de jeux vidéo débutée en 1991.

## Série
1. Dezaemon (1991, Famicom)
2. Dezaemon / Dezaemon Plus (1994, Super Nintendo / 1996, PlayStation)
3. Dezaemon 2 (1997, Sega Saturn)
4. Dezaemon Kids! (1998, PlayStation)
5. Dezaemon 3D (1998, Nintendo 64)

## Dezaemon/Dezaemon Plus
Dezaemon  (デザエモン) ou Kaite Tsukutte Asoberu: Dezaemon, est un jeu vidéo de type shoot them up programmable en 2D sorti le 20 septembre 1994 sur Super Nintendo, uniquement au Japon. Le jeu a été développé et édité par Athena. Une version mise à jour est sortie en 1996 sur PlayStation sous le nom Dezaemon Plus.
Le jeu a deux composantes : un jeu shoot them up et une interface de programmation originale du type Éditeur de niveau. Le jeu, intitulé Daioh Gale et inspiré du jeu Daioh du même éditeur, est à défilement vertical. L'interface de programmation est l'originalité majeure de la série Dezaemon, avec laquelle le joueur peut créer ses propres niveaux en éditant les graphismes, le système de jeu et la bande sonore.
La version sur PlayStation vient, en plus du jeu Daioh Gale, avec une collection de jeu créés par des joueurs à l'aide de l'interface.

## Dezaemon 3D
Dezaemon 3D est un jeu vidéo de programmation et shoot them up sorti en 1998 sur Nintendo 64 uniquement au Japon. Le jeu a été développé et édité par Athena.
Le jeu propose de créer son propre shoot them up et d'y jouer.